# .ar
.ar은 아르헨티나의 인터넷 국가 코드 최상위 도메인이다. 아르헨티나 외교부에 의해 관리되고 있다.
모든 아르헨티나 도메인은 아래와 같이 3차 도메인이어야 한다:
- .com.ar
- .edu.ar
- .gob,ar
- .int.ar
- .mil.ar
- .net.ar
- .org.ar

그러나 몇 가지 예외가 존재한다:
- ahorr.ar
- athea.ar
- congresodelalengua3.ar
- ctina.ar
- educ.ar
- gobiernoelectronico.ar
- mecon.ar
- nacion.ar
- nic.ar
- promocion.ar
- retina.ar
- uba.ar

아르헨티나의 제 56대 대통령인 Cristina Fernandez de Kirchner가 다음의 주소를 허용 받기도 했다.
- cristina.ar